# 니시와키시역
니시와키시역(일본어: 西脇市駅 にしわきしえき[*])은 일본 효고현 니시와키시에 위치한 서일본 여객철도 가코가와 선의 철도역이다. 단선 · 섬식의 형태를 합친 2면 3선 구조의 복합 승강장을 갖춘 지상역이다.

## 타는 곳
| 1 | ■ 가코가와 선 | 하행 | 다니카와 방면        | 다니카와 방면     |
| 2 | ■ 가코가와 선 | 상행 | 아오 · 가코카와 방면 | 일부 열차만       |
| 3 | ■ 가코가와 선 | 상행 | 아오 · 가코카와 방면 | 이 승강장에서부터 |

## 이용 현황
| 연도     | 1일 평균 | 연도     | 1일 평균 |
| 2000년도 | 749      | 2007년도 | 641      |
| 2001년도 | 757      | 2008년도 | 631      |
| 2002년도 | 719      | 2009년도 | 627      |
| 2003년도 | 694      | 2010년도 | 648      |
| 2004년도 | 671      | 2011년도 | 679      |
| 2005년도 | 655      | 2012년도 | 696      |
| 2006년도 | 644      |          |          |
| -------- | -------- | -------- | -------- |

## 역 주변
- 국도 제175호선 니시와키 바이패스
- 가코가와 어업 회관

## 인접 역
| 서일본 여객철도 가코가와 선 | 서일본 여객철도 가코가와 선 | 서일본 여객철도 가코가와 선 |
| --------------------------- | --------------------------- | --------------------------- |
| 다키 가코가와 방면          | ■ 가코가와 선               | 신니시와키 다니카와 방면    |